# Jaramanah
Jaramanah ook wel geschreven als Jaramana is een plaats in het Syrische gouvernement Rif Dimashq.